# Chupejské provinční muzeum
Chupejské provinční muzeum (čínsky v českém přepisu Chu-pej šeng po-wu-kuan, pchin-jinem Húběi shěng bówùguǎn, znaky zjednodušené 湖北省博物馆, tradiční 湖北省博物館) je jedno z nejznámějších čínských muzeí, uchovává velké množství historických a kulturních památek. Založeno bylo roku 1953, roku 1960 se přestěhovalo a roku 1963 získalo definitivní název. Po roce 1999 získalo řadu nových budov.
Muzeum stojí v městském obvodu Wu-čchang ve městě Wu-chan, metropoli provincie Chu-pej, nedaleko západního břehu wuchanského Východního jezera. Ve svých sbírkách má přes 200 tisíc předmětů, včetně meče krále Kou-ťiena (vládl státu Čchu v letech 496–465 př. n. l.), sady starobylých zvonů a dalších artefaktů z hrobky markýze I z Ceng (zemřel kolem roku 433 př. n. l.).

## Galerie

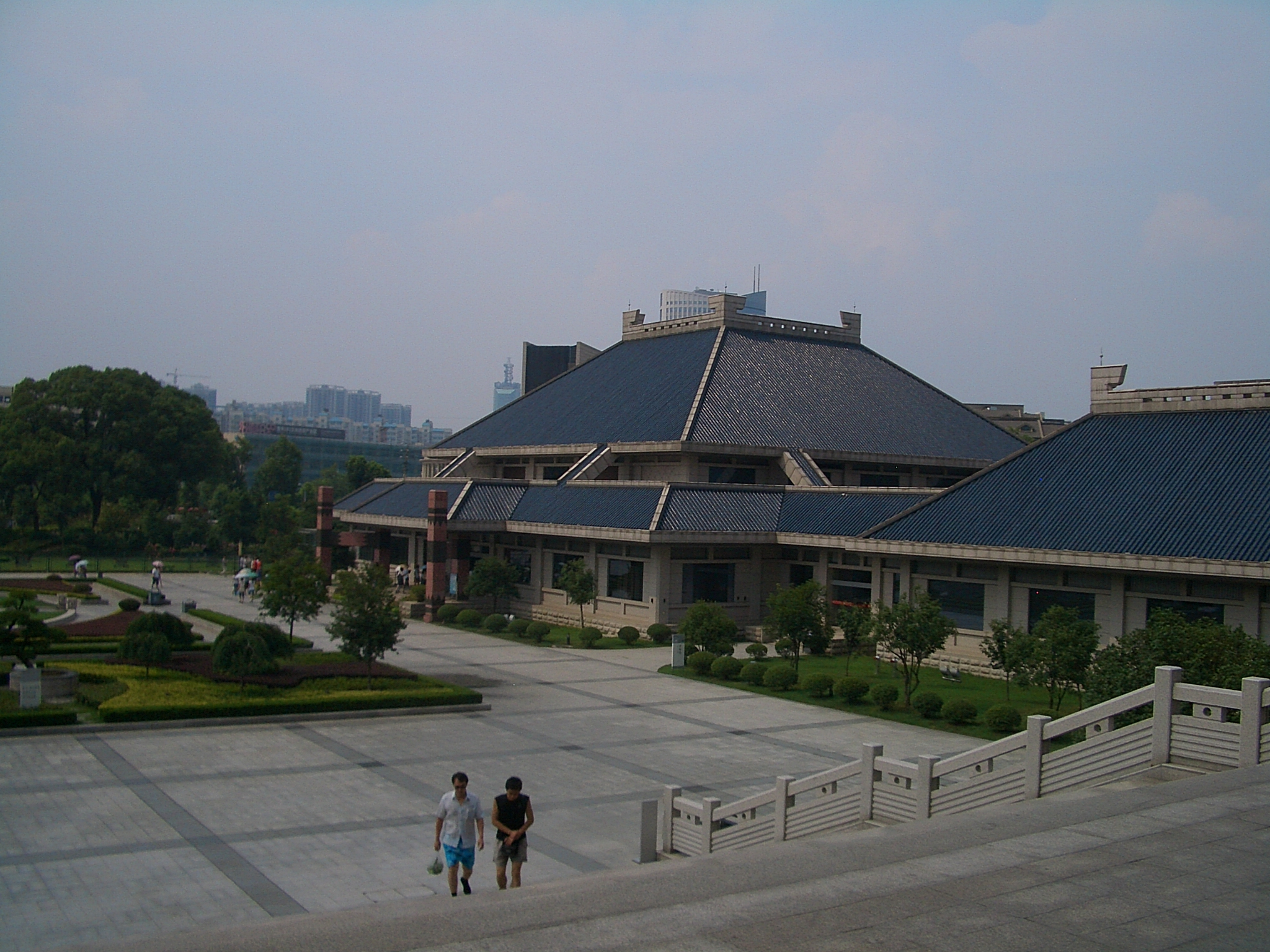
Areál muzea
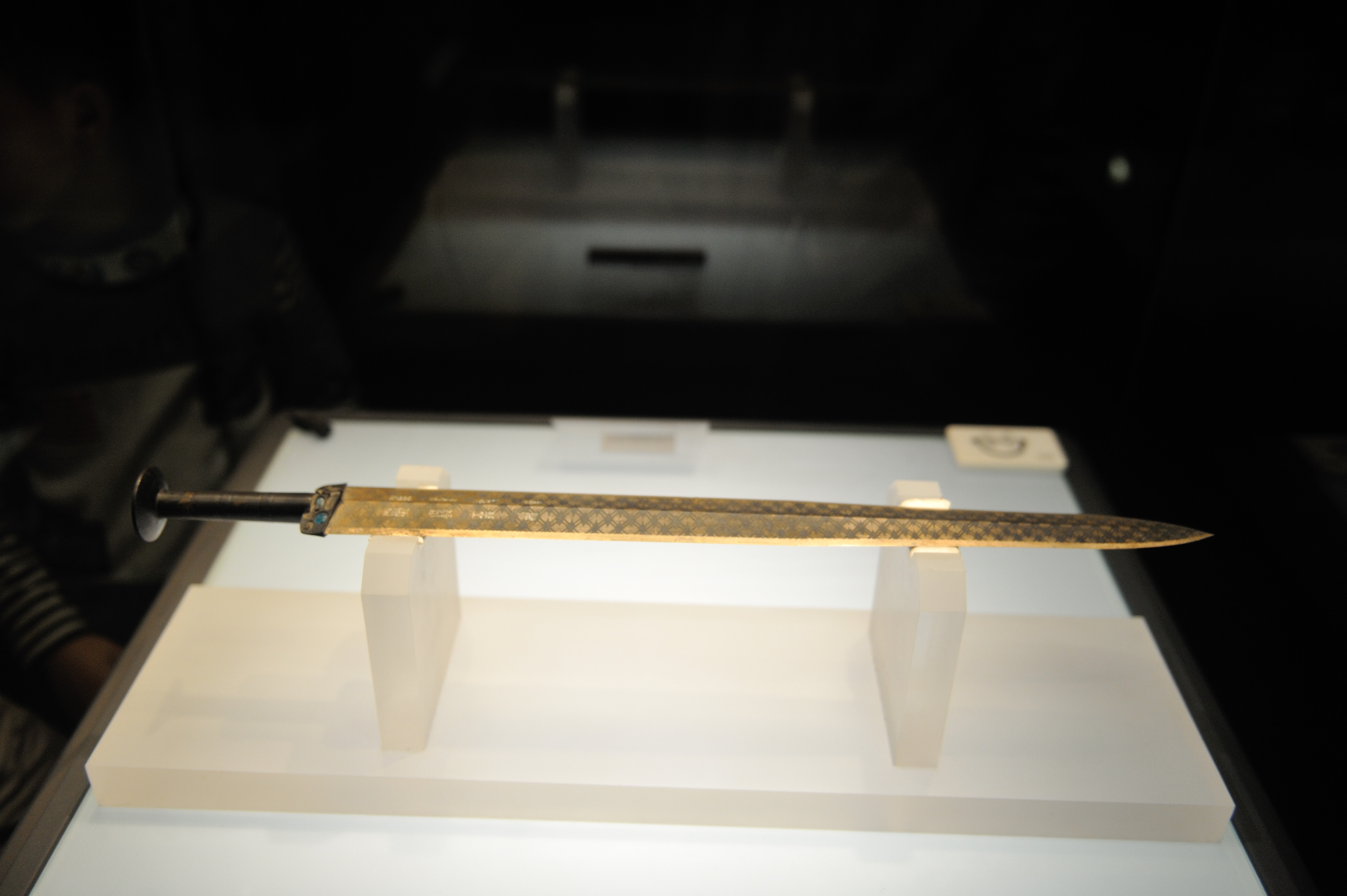
Meč krále Kou-ťiena ze státu Čchu, 5. století př. n. l.
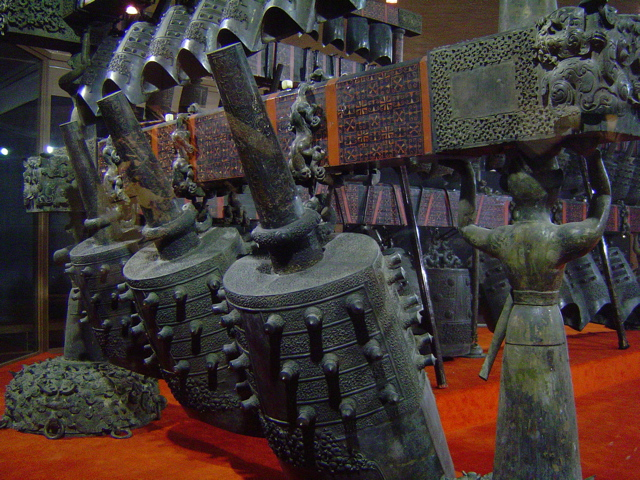
Zvony z hrobky markýze I z Ceng, 5. století př. n. l.